# Snallygaster

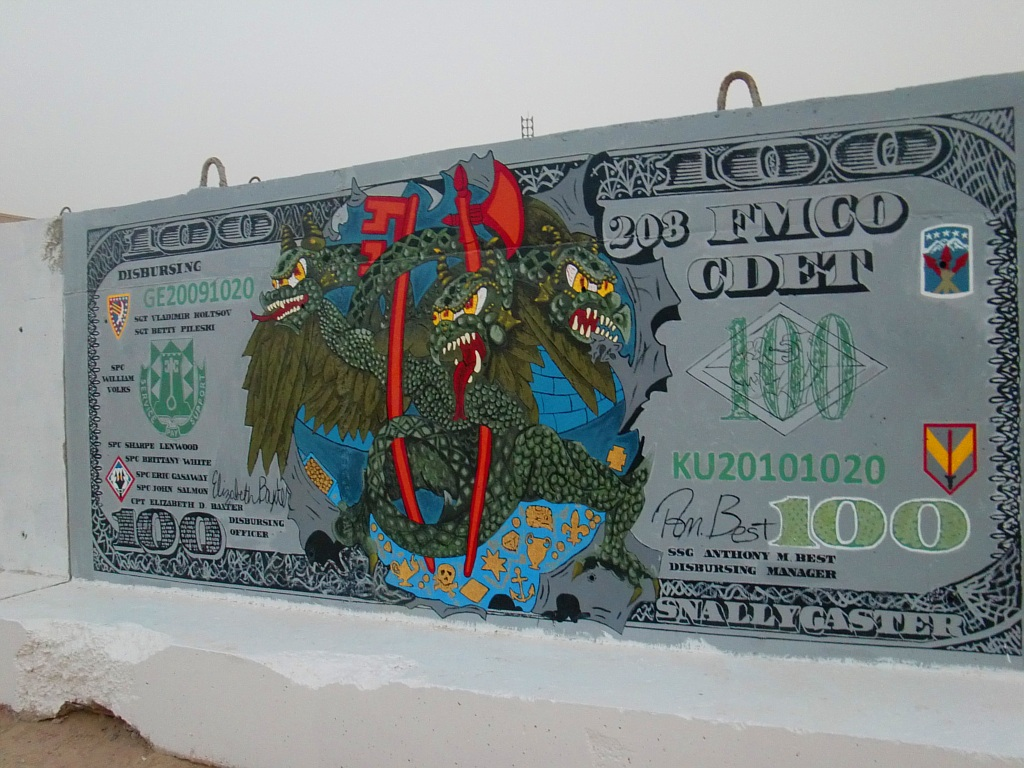
Un snallygaster come raffigurato su una barriera jersey in Udairi, Kuwait

Lo snallygaster è una creatura leggendaria di grossa taglia che si dice viva presso i Monti Blue Ridge vicino a Braddock Heights, nella Contea di Frederick in Maryland, Stati Uniti d'America. 
Sarebbe dotato di ali, di corna e zampe da uccello, con caratteristiche in parte da rettile e in parte da uccello ed emetterebbe un verso acuto e terrificante.

## Nella cultura di massa
Lo snallygaster è un tipo di nemico presente nel videogioco Fallout 76.